# František Kořízek
František Kořízek (4. října 1820 Letovice – 12. března 1899 Racine, Wisconsin) byl česko-americký novinář, redaktor prvních krajanských periodik, hudebník, houslista a spolkový činovník. Roku 1860 založil vůbec první česky psaný krajanský časopis, zvaný Slowan Amerikánský, který byl později transformován do českých novin Slávie, vycházejících od roku 1861.

## Život

### Mládí
Narodil se v domě č. 37 v Letovicích na severozápadní Moravě. Od dětství se věnoval zpěvu ve zdejším kostelním sboru a také hře na housle. V osmi letech oslepl na pravé oko vinou úrazu při výrobě olůvka. V sedmnácti letech se vyučil zedníkem, mj. se podílel na opravách a úpravách zámků Letovice a Opatov. Roku 1842 se oženil s Antonií Hoenigovou, svojí někdejší spolužačkou. Jeho zručnosti si všiml hrabě Kálnoky, majitel zdejších panství, který mu umožnil vyučit se čalouníkem a zámečníkem. K opuštění panské služby jej přiměly až revoluční události roku 1848. Stal se členem hudebního sboru letovické Národní gardy, živil se mj. jako obecní posel či byl roku 1849 zaměstnán na nově vybudovaném letovickém nádraží. Roku 1852 se s manželkou a několika dalšími letovickými rodinami rozhodli město opustit a vycestovat do Spojených států za lepšími pracovními příležitostmi či společenskou svobodou.
Kvůli Kořízkovým komplikacím s úřady mohla celá skupina vyjet z Letovic až 10. října 1853 vlakem směrem k přístavu (patrně Hamburk či Bremerhafen). Spolu s nimi cestovala též rodina Jana Bárty, pozdějšího Kořízkova redakčního kolegy. Po několikaměsíční plavbě na dvoustěžňové plachetnici Amur připluly 5. ledna 1854 letovické rodiny do Bostonu, odkud se vlakem přes Cleveland vydaly směrem do města Racine ve Wisconsinu, kde se plánovala usadit a rozšířit zde vznikající českou komunitu. Po šest týdnů bydleli Kořízkovi a další u krajanů v osadě Caledonia, poté se nastěhovali do domků v Racine. Kořízek zde vykonával nejrůznější zaměstnání (stavby, práce se dřevem, práce na železnici), aby zajistil obživu rodiny.
Od svých počátků v Racine se Kořízek angažoval v uměleckém a komunitním životě ve městě. Byl zde aktivním hudebníkem, ještě v 50. letech založil německý pěvecký polek.

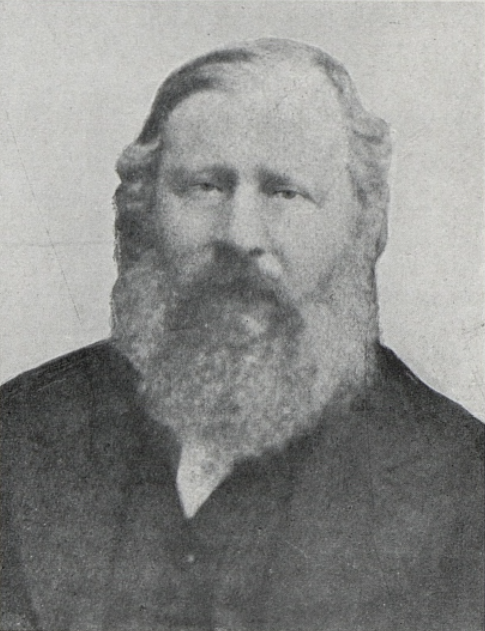
Jan Bárta Letovský, Kořízkův moravský krajan a spolupracovník

### Slowan Amerikánský
Kořízek se inspiroval snahou českého emigranta Vojty Náprstka, který v Milwaukee v letech 1852 až 1855 vydával německy psané krajanské noviny Milwaukee Flug-Blätter, měl však ambici vydávat česky psané periodikum. List pojmenovaný Slowan Amerikánský vyšel 1. ledna 1860 v Racine. Noviny byly tištěny švabachem. Kořízek uspořil peníze na česká písmena, a dokonce dal do zástavy svůj dům, aby bylo možné nakoupit tiskařský lis a papír. Vydavatelem a redaktorem byl sám Kořízek, později se obrátil na Jana Bártu (dále uváděn jako Jan Bárta Letovský), aby vedl redakci.

### DeníkSlávie

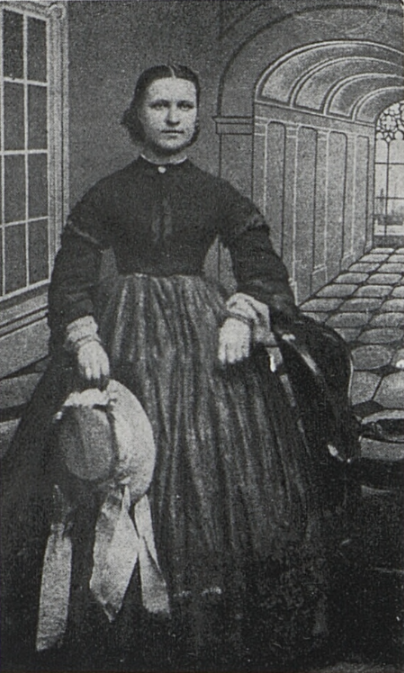
Kristýna Jonášová-Kořízková, manželka Karla Jonáše

O pouhé tři týdny později začaly být českými krajany v St. Louis v Missouri vydávány Národní noviny, na jejichž přípravě se podílel Jan Bolemil Erben, Hynek Sládek a Jan Borecký. Národní Noviny však měly problémy s účetnictvím, takže nakonec zanikly a s Kořízkovým souhlasem se sloučily se Slowanem Amerikánským, což dalo vzniknout českým novinám „Slávie“. Začaly vycházet v říjnu 1861 a tiskly se stejně jako Slowan Amerikánský v Racine. Slávie byla zasílána do New Yorku, Indiany, Pensylvánie, Ohia, Michiganu, Missouri, Illinois, Iowy, Minnesoty a Kalifornie. Prvním redaktorem byl Jan Bolemil Erben. Na vydávání se kromě Kořízka podíleli též Jan Bárta Letovský a František Rostislav Mráček, který byl krátce i redaktorem. Po něm převzal redakci Vojtěch Mašek, který se velmi aktivně věnoval národnímu životu v Racine, a to hlavně ve spolku Slovanská Lípa. V tomto období byla Slávie v popředí snah o organizační stmelení všech českých Slovanských Lip v jedno centrum zvané Národní Jednota. Kořízek byl také u zrození zábavného a poučného měsíčníku Zvony, který vydávali společně s Vojtěchem Maškem.
Od roku 1863 pak vedl redakci Karel Jonáš, pozdější státní poslanec za Demokratickou stranu. Ten se oženil s Kořízkovou dcerou Kristýnou.

### Další novinářské aktivity
František Kořízek se věnoval též spolkové práci mezi krajany, byl u zrodu americké Slovanské lípy, Českobratrského spolku, roku 1866 založil v Racine pobočku českého zpěváckého spolku Hlahol a dalších. Roku 1868 odprodal svůj podíl ve Slávii a odešel na farmu do Minnesoty. Po čtyřech letech se do Racine vrátil a nadále pracoval jako sazeč novin Slávie. Pracoval tedy ve prospěch deníku na všech pozicích: redaktora, editora, sazeče i vydavatele. Je svázán i s dalším obdobím českého novinářství, např. od ledna 1877 vydával týdeník Dennice Novověku,
věnovaný rozvoji duchovní svobody. K vydávání tohoto listu významně přispěl i Václav Šnajdr, který byl spoluredaktorem Slávie od září 1869 do roku 1872 a posléze po dobu 33 let řídil vydávání Dennice Novověku. Šnajdr se stal manželem jedné z Kořízkových dcer.
Mnohonásobně se Kořízek také zasloužil o budování solidní české komunity v Racine: podle sčítání v polovině roku 1870 zde žilo 9344 našich krajanů, přitom v Chicagu pro porovnání pouze 6277. Roku 1892 odešel na odpočinek.

### Úmrtí
František Kořízek zemřel v neděli 12. března 1899 v Racine ve věku 78 let a byl zde patrně také pohřben.